# Xerochrysum
Xerochrysum — рід квіткових рослин з родини айстрових. Рід містить 13 видів, поширених у Новій Гвінеї й Австралії й прилеглих островах; рослини інтродуковані до Європи й Туреччини, Центральної й Південної Америки, південної та східної Азії.

## Біоморфологічна характеристика
Це однорічні, дворічні чи багаторічні трав'янисті рослини 20–90+ см заввишки. Стебло зазвичай 1, прямовисне (рідко 1–2 і більше разів розгалужене; зазвичай павутинчасте й ± залозисте). Листки стеблові, чергові, сидячі (чи майже такі); пластинки від еліптичних чи лопатоподібних до зворотно-ланцетних, ланцетних чи лінійних, краї цілі, поверхні як правило залозисто-запушені. Голови дископодібні, поодинокі чи 2–3 у нещільному щиткоподібному суцвітті. Обгортка ± півсферична, 10–30 мм. філярії в 3–8+ рядах, зазвичай жовті чи коричневі до пурпурних, іноді білі чи рожеві. Периферійних (маточкових) квіточок (0)25–50; віночки жовті. Внутрішніх (двостатевих) квіточок 200—400; віночки жовті. Ципсели великі, від стовпчастих до призматичні (4-кутні), грані гладкі, голі; папуси легко спадають. x = 12, 13, 14, 15.

## Види
1. Xerochrysum alpinum Paul G.Wilson
2. Xerochrysum bicolor (Lindl.) R.J.Bayer
3. Xerochrysum boreale Paul G.Wilson
4. Xerochrysum bracteatum (Vent.) Tzvelev
5. Xerochrysum collierianum A.M.Buchanan
6. Xerochrysum halmaturorum Paul G.Wilson
7. Xerochrysum interiore Paul G.Wilson
8. Xerochrysum macranthum (Benth.) Paul G.Wilson
9. Xerochrysum milliganii (Hook.f.) Paul G.Wilson
10. Xerochrysum palustre (Flann) R.J.Bayer
11. Xerochrysum papillosum (Labill.) R.J.Bayer
12. Xerochrysum subundulatum (Sch.Bip.) R.J.Bayer
13. Xerochrysum viscosum (DC.) R.J.Bayer